# ′
Znak ′ (anglicky prime; Unicode U+2032) má vícero použití:
- v matematice (čteme pak: … s čarou či čárkou), např.
  - související body v geometrii ({\displaystyle A}, {\displaystyle A'})
  - znaménko derivace
  - znaménko pro transpozici matice
- symbol minuty
- symbol úhlové minuty
- symbol stopy (délkové jednotky)